# Harold P. Brown
Harold Pitney Brown (* 16. September 1857 in Janesville, Wisconsin; † 1944 in Volusia County, Florida) war ein US-amerikanischer Elektrotechniker, Aktivist im Einsatz gegen Wechselstrom und Erfinder.

## Leben
Nachdem er von 1876 bis 1879 für Western Electric Company und anschließend bis 1884 für Brush Electric Company im Verkauf gearbeitet hatte, engagierte er sich in Zusammenarbeit mit Arthur Edwin Kennelly im sogenannten Stromkrieg, einer Auseinandersetzung zwischen der von Edison favorisierten Gleichspannung und der von Westinghouse favorisierten Wechselspannung. Im weiteren Verlauf wechselte er zu Edison General Electric. Nach dem Design des praktizierenden Zahnarztes Alfred P. Southwick (1826–1898) entwickelte er ab 1888 den Elektrischen Stuhl.

## Preise und Auszeichnungen (Auswahl)
- Edward Longstreth Medal vom Franklin Institute, 1899